# Delicate Sound of Thunder
Delicate Sound of Thunder (укр. Ніжний звук грому) — подвійний концертний альбом англійської рок-групи Pink Floyd, записаний під час п'яти концертів у серпні 1988 року на стадіоні Nassau Coliseum (США, Нью-Йорк, Лонг-Айленд)

## Історія
У вересні 1987 року «Пінк Флойд» почав коротке, як спочатку планувалося, турне по американським стадіонам. Попит на квитки виявився настільки великим, що це в підсумку вилилося в 200 концертів, які розтягнулися на 3 роки і пройшли в Австралії, Новій Зеландії, Росії та багатьох країнах Європі.
На час турне кістяк групи з трьох осіб (Девід Гілмор, Нік Мейсон, Річард Райт) був посилений Гаєм Праттом (бас-гітара), Джоном Керіном (клавішні), Гері Воллісом (ударні), Тімом Ренвіка (гітара) і Скоттом Пейджем (саксофон, гітара). З групою також виступали вокалістки другого плану, які мінялися по ходу турне; спочатку це були Маргарет Тейлор і Речел Ф'юрі.
У листопаді 1987 року відбулося знімання концерту в Атланті, штат Джорджія. Деякі композиції, які були виконані там, вийшли на синглах, а сам концерт був запланований до показу ірландським телебаченням, але з якихось причин не відбувся. На час шоу до музикантів приєдналися ще три вокалістки, включаючи Дургу Макбрум, як вона висловилася, «щоб додати кольору». Макбрум справила достатнє враження, для того щоб залишитися з групою і надалі, а її сестра Лорелей замінила Тейлор на концертах 1989-го.
У серпні 1988 року в нью-йоркському Колізеї Насау «Пінк Флойд» записали п'ять концертів, які лягли в основу подвійного CD-альбому, спродюсований Девідом Гілмором, і відеофільму, поставленого Уейном Ішамом. До останнього увійшли кадри знаменитого шоу, яке проходило поруч з Версальським палацом. Фільм також був записаний на лазерному диску і в форматі VideoCD. Кажуть, що група одного разу провела півдня у порожньому Колізеї, вісім разів записуючи одну і ту ж композицію, поки не домоглася бажаного результату. У фільмі відчувається вплив мрійливого стилю Ішама — уповільнені зйомки, м'яке фокусування зображення, розтягнутий перехід з однієї сцени в іншу — все це відволікає глядача від спектаклю, яким є концерти «Пінк Флойд». Можливо, така техніка і підійшла б для короткого рекламного ролика, але після 15 хвилин перегляду фільму вона починає сильно стомлювати. У телевізійній постановці концерту, знятої Ішамом у Венеції, простежується той же недолік, але він не так впадає в око. Ще сильніше псує фільм блакитнуватий туман, в якому музиканти відіграють велику частину концерту, він великою мірою поглинає яскраві фарби, зазвичай притаманні концертним шоу «Пінк Флойд». Можливою причиною відмови від того, що запис концерту в Атланті так і не було показано, з'явилося визнання Гілмора, який підтвердив, що на початку турне всі партії на ударних виконував Волліс, а на клавішних — Керін. Лише пізніше Гілмор вирішив, що Мейсон і Райт мають відновити свою гру в групі.
Дизайн обкладинки альбому знову був створений Торгесоном — людина, покрита лампочками, представляє візуальну сторону вистав «Пінк Флойд», а крила птахів — звук. Одне з гасел на майках музикантів («Пінк Флойд» — перші в космосі) несподівано виявилося пророчим, коли через чотири дні після виходу альбому космонавти взяли із собою плівку із записом на орбітальну станцію «Мир». Гілмор і Мейсон були присутні на запуску ракети «Салют» з радянського космодрому Байконур в Казахстані, звідки раніше стартували Юрій Гагарін і перший супутник. Впадає в очі, що всі композиції в альбомі, за винятком нового матеріалу, згадують авторство Вотерса.
У 1990 році «Пінк Флойд» грав тільки на одному концерті — у парку Небуорте, разом з Робертом Плантом, «Дженезіс», Еріком Клептоном, Полом Маккартні та іншими музикантами. Цей фестиваль цілком транслювало «Бі-Бі-Сі — Радіо 1» і телебачення у багатьох країнах світу, крім Великої Британії, де були показані лише фрагменти. Концерт був також записаний для альбому «Knebworth — The Album» (Polydor 843 921-2) і фільму «Knebworth — The Event» (Castle Music Pictures CMP 6008), що вийшов на трьох відеокасетах, де «Пінк Флойд» був представлений в третій частині. Гурт виконує «Comfortably Numb» в альбомі, «Shine On Your Crazy Diamond» — на відео і «Run Like Hell» — на обох. Склад групи включає Канді Дулфер, що замінила Скотта Пейджа на саксофоні, і на підспівуванні Сем Браун, її мама Віки та Дурги Макбрум, а також інші запрошені музиканти. Клер Торрі виконує вокальну партію в композиції «Great Gig», а Майкл Кеймен грає на клавішних в «Comfortably Numb».

## Список композицій
| Диск 1 | Диск 1                       | Диск 1     |
| #      | Назва                        | Тривалість |
| ------ | ---------------------------- | ---------- |
| 1.     | «Shine On You Crazy Diamond» | 11:51      |
| 2.     | «Learning to Fly»            | 5:26       |
| 3.     | «Yet Another Movie»          | 6:20       |
| 4.     | «Round and Around»           | 0:33       |
| 5.     | «Sorrow»                     | 9:27       |
| 6.     | «The Dogs of War»            | 7:18       |
| 7.     | «On the Turning Away»        | 7:54       |
| 47:29  |                              |            |

| Диск 2 | Диск 2                               | Диск 2     |
| #      | Назва                                | Тривалість |
| ------ | ------------------------------------ | ---------- |
| 1.     | «One of These Days»                  | 6:13       |
| 2.     | «Time»                               | 5:26       |
| 3.     | «Wish You Were Here»                 | 4:48       |
| 4.     | «Us and Them»                        | 7:21       |
| 5.     | «Money»                              | 9:51       |
| 6.     | «Another Brick in the Wall (Part 2)» | 5:28       |
| 7.     | «Comfortably Numb»                   | 8:55       |
| 8.     | «Run Like Hell»                      | 7:09       |
| 53:51  |                                      |            |